# Jon Barberena Ibarra
Jon Barberena Ibarra (Elizondo, Navarra, 1979 – 12 de setembre de 2019) va ser un escriptor i bertsolari. S'havia diplomat en ensenyament esportiu, llicenciat en antropologia cultural i social i havia fet un postgrau de l'Escola d'Escriptors de la UNED de Bergara i treballava de professor de basc.

## Premis literaris
- 2011: primer premi de poesia del Concurs Literari per a Autors Novells organitzat per l'Ajuntament de Pamplona per Emaztekien oihu mutuak.
- 2013: segon premi de poesia del Concurs Literari per a Autors Novells organitzat per l'Ajuntament de Pamplona per Kontraerranak.
- 2015: primer premi de poesia del Concurs Literari per a Autors Novells organitzat per l'Ajuntament de Pamplona per () utsunea.
- 2016: guanyador del I Premi Internacional de Poesia Ciutat de Pamplona, organitzat per l'Ajuntament de Pamplona i per l'Ateneo Navarro, amb Izoztu zitzaigun negu hura.
- 2018: guanyador del Concurs Poètic Lauaxeta, organitzat per l'Ajuntament de Mungia, amb Neguko gaba.

## Bertsolarisme

### Directes
- 2003: guanyador del concurs Xalto.
- 2004: guanyador del concurs Mariano Izeta.
- 2007: subcampió del Campionat de Bertsolaris de Navarra.
- 2008: subcampió del Campionat de Bertsolaris de Navarra.

### Obra escrita
- 2003: segon premi en la modalitat de bertso paperak del Concurs Literari per a Autors Novells organitzat per l'Ajuntament de Pamplona per Euskal Herriko konpota.
- 2004: primer premi en la modalitat de bertso paperak del Concurs Literari per a Autors Novells organitzat per l'Ajuntament de Pamplona per Algecirasko Carmele.
- 2005: primer premi en la modalitat de bertso paperak del Concurs Literari per a Autors Novells organitzat per l'Ajuntament de Pamplona per Europa aldetik dator Thaimiren gutuna.

## Altra producció

### Llibres
- Izoztu zitzaigun negu hura (2016, Denonartean), premi de poesia Ciutat de Pamplona.

### Audiovisuals
- 2004: lletra per a la cançó d'Iñigo i Imanol Goikoetxea del Baztandarren Biltzarrara (festa de germanor dels habitants de la vall del Baztan).
- 2012: lletra per a la banda sonora de la pel·lícula Baztan, composta per Angel Illarramendi.
- 2015: lletra de la cançó de Nafarroa Oinez (festa de les ikastoles navarreses), celebrat a Elizondo.

### Mitjans de comunicació
- Col·laborador de la secció Nafarroako Hitza del diari Berria.
- Col·laborador de la revista Ttipi-ttapa.